# جيمس هربرت ويلكيرسون
جيمس هربرت ويلكيرسون (بالإنجليزية: James Herbert Wilkerson)‏ هو محامي وقاضي وسياسي أمريكي، ولد في 11 ديسمبر 1869، وتوفي في 30 سبتمبر 1948. انتخب عضو مجلس نواب إلينوي.